# Tętnica wsteczna łokciowa
Tętnica wsteczna łokciowa (łac. arteria recurrens ulnaris) – w anatomii człowieka tętnica kończyny górnej odchodząca z części początkowej tętnicy łokciowej i kierująca się wstecznie ku górze. Dzieli się na dwie gałęzie, przednią i tylną, które często odchodzą od tętnicy łokciowej oddzielnie, stanowiąc wtedy odpowiednio tętnicę wsteczną łokciową przednią i tętnicę wsteczną łokciową tylną.
Gałąź przednia (ramus anterior) lub tętnica wsteczna łokciowa przednia (arteria recurrens ulnaris anterior) biegnie w stronę łokciową i ku górze między mięśniem nawrotnym obłym i ramiennym. Łączy się z gałęzią przednią tętnicy pobocznej łokciowej dolnej. Gałąź tylna (ramus posterior) lub tętnica wsteczna łokciowa tylna (arteria recurrens ulnaris posterior)  pod mięśniem zginaczem powierzchownym palców kieruje się ku górze w stronę nadkłykcia przyśrodkowego. Przechodzi między głowami zginacza łokciowego nadgarstka do bruzdy nerwu łokciowego. Oddaje gałązki do mięśni, nerwu oraz stawu łokciowego. Obie gałęzie biorą udział w utworzeniu sieci stawowej łokcia.